# Simon Després
Simon Després (Laval, 27 luglio 1991) è un hockeista su ghiaccio canadese, di ruolo difensore.

## Carriera

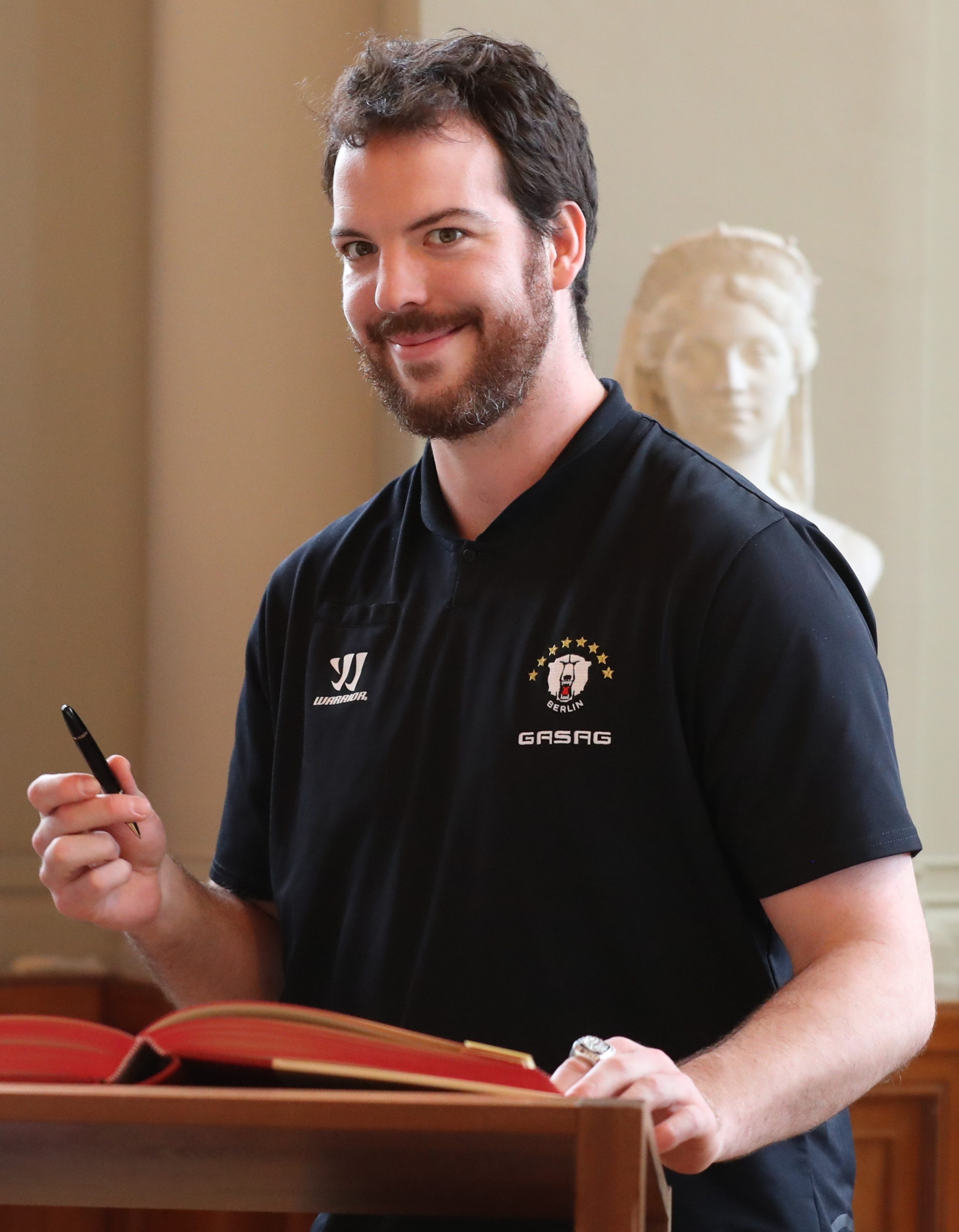
Després nel 2022

Scelto dai Pittsburgh Penguins al primo giro nel draft del 2009, esordì in NHL nella stagione 2011-2012. Nelle tre stagioni e mezza a Pittsburgh raccolse 150 presenze, raccogliendone altre con il farm team dei Penguind in American Hockey League, i Wilkes-Barre/Scranton Penguins. Il 2 marzo 2015 passò agli Anaheim Ducks, nell'ambito dello scambio che portò a Pittsburgh il difensore Ben Lovejoy.
In due stagioni e mezzo ad Anaheim raccolse solo 72 presenze: una commozione cerebrale patita durante un incontro dell'ottobre 2015 gli fece saltare oltre 40 incontri della stagione 2015-2016, mentre in quella successiva fu in grado di disputare il solo incontro inaugurale contro i Dallas Stars prima che il ripresentarsi dei sintomi della commozione cerebrale lo costringessero a saltare l'intera stagione, alla fine della quale i Ducks sciolsero il contratto che li legava al giocatore.
Ristabilitosi dall'infortunio, nella stagione successiva sottoscrisse un contratto con lo Slovan Bratislava, squadra slovacca della Kontinental Hockey League. Al termine della stagione fece ritorno in Nord America: dopo un periodo di prova coi Montreal Canadiens, Després non trovò l'accordo con la società; andò invece a buon fine l'accordo, a dicembre 2018, con la squadra della sua città natale, i Laval Rocket in American Hockey League, con un contratto di try-out di un mese, al termine del quale la società gli offrì un accordo fino al termine della stagione, che Després tuttavia rifiutò.
Terminò la stagione in Deutsche Eishockey Liga coi Kölner Haie.
Nel 2019-2020 giocò in Swedish Hockey League con l'IK Oskarshamn, mentre nelle due successive fece ritorno in DEL, ma con gli Eisbären Berlin, con cui ha vinto per due volte il titolo.
Nell'estate del 2022 è stato messo sotto contratto dal Villacher SV, che cercava un difensore esperto per sostituire Stefan Bacher, che aveva deciso di lasciare il club per giocare nelle serie minori.

## Palmarès

### Club
- Deutsche Eishockey-Liga: 2

Eisbären Berlin: 2020-2021; 2021-2022

### Giovanili
- Memorial Cup: 1

Saint John Sea Dogs: 2010-2011

#### Nazionale
- Argento al campionato mondiale di hockey su ghiaccio Under-20 2011